# Jean Prin-Clary
Pour les articles homonymes, voir Prin et Clary (homonymie).
Jean Prin-Clary (dit Le Prince) est né le 15 juillet 1912 à Marseille et mort le 9 mars 1997 à Hyères. C’est un ancien joueur de rugby à XV, qui a joué avec l'équipe de France, évoluant au poste de pilier ou seconde ligne.
Il disputa les 3 matchs de reprise de rencontres internationales à la libération, face à une sélection de l'armée britannique (1er janvier 1945) et à deux autres de l'empire britannique (en 1945 (avec Jacques Chaban-Delmas entre autres) et 1946).
En 1946, le quotidien L'Équipe lui a consacré un article dans son n°4 de mars.

## Carrière
En 1939 il dispute la finale du challenge Yves du Manoir avec le RC Toulon.
Pendant l'occupation il joue au SU Cavaillon avant de revenir au RC Toulon d'où il intègre en 1946 le CA Brive qu'il quitte à la fin de la saison 1948-1949 où il regagne le RC Toulon.

### En club
- jusqu'en 1934 : RC Toulon
- 1934-1935 : RC Hyères (seconde série)
- 1935-1939 : RC Toulon
- 1944-1945 : SU Cavaillon
- 1945-1946 : RC Toulon
- 1946-1949 : CA Brive dont il est le capitaine
- 1949 - ? : RC Toulon

Il joua également au Racing club de France.

### En équipe nationale
Il a disputé son premier match avec l'équipe de France le 1er janvier 1945 contre l'Army Rugby Union et marqua un essai à l'occasion, et son dernier le 22 mars 1947 contre l'équipe du pays de Galles.

## Palmarès

### En club
- Demi-finaliste du Championnat de France : 1934, 1939, 1946, 1949 (mais il est blessé en quart)
- Challenge Yves du Manoir : 1934 (sans disputer la finale)
  - Finaliste : 1939

### En équipe nationale
- 10 sélections en équipe de France entre 1945 et 1947
- Sélections par année : 3 en 1945, 4 en 1946, 3 en 1947
- Tournoi des Cinq Nations : 1947 (alors déjà âgé de 35 ans)